# Font Major (l'Espluga de Francolí)
La Font Major és una font de l'Espluga de Francolí inclosa a l'Inventari del Patrimoni Arquitectònic de Catalunya.

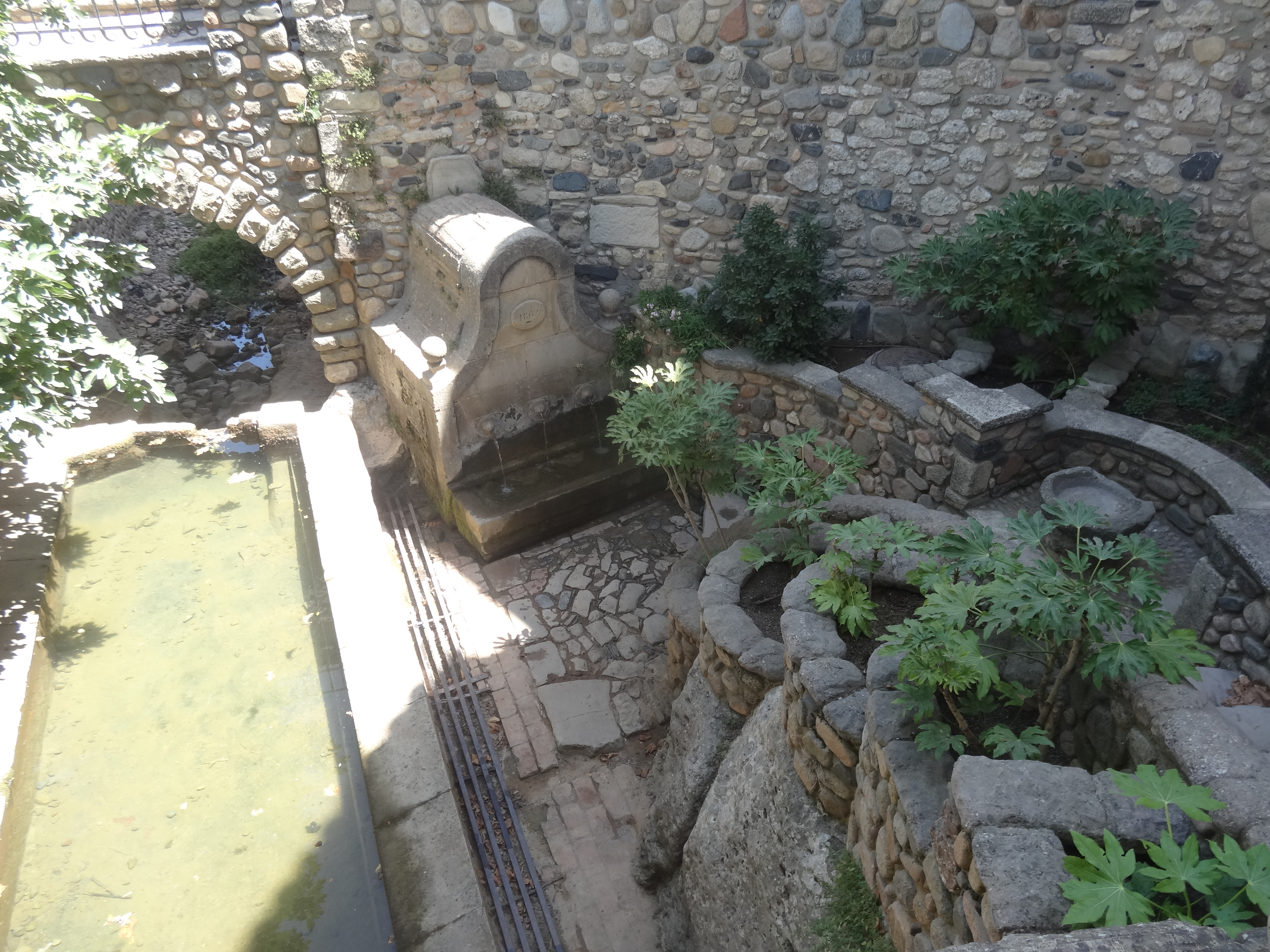
La Font Major i el safareig, el 2015

Baixant per una escalinata es troba la Font Major i un safareig en un conjunt recentment restaurat. Probablement aquest recinte degué ser una de les múltiples coves que existien en el lloc i que donaren nom a la vila. Aquestes, juntament amb una altra situada justament al davant del portal de la Font Major i la Font de Baix, són l'origen del riu Francolí, conegut en temps dels romans com a Tullis. La Font fou restaurada el 1864 i té tres canelles. Un rètol constata que l'aigua de 1874 s'emportà part del conjunt causant víctimes. També hi ha un safareig amb una placa de principis del segle XX on es recorda la popularitat que tingué la mateixa. La cova de la Font Major sembla que fou un nucli important des de l'Eneolític fins al temps de la cultura ibèrica, i en general, segons les troballes arqueològiques tota la zona degué estar molt poblada.